# Пожежний водогін
Пожежний водогін (пожежний водопровід) — це водогін що призначений живити водою елементи пожежних систем. Пожежний водогін здійснює подачу води до систем пожежогасіння, а ці системи в свою чергу здійснюють розпилення води на матеріали і предмети на яких відбувається процес горіння. Пожежний водогін може бути двох видів; внутрішній та зовнішній
.
Внутрішній пожежний водогін призначений для ліквідації пожеж на першій стадії їх виникнення, а в деяких випадках, особливо в багатоповерхових будинках, і для гасіння пожеж, які прогресують, як додатковий засіб в доповнення до струменів спеціалізованих пожежних машин
.
Зовнішній водогін прокладається на зовні будівлі, його використовують для живлення пожежної техніки – гідрантів, машин, помп. Як правило зовнішні водогони поєднують із комунальними водогонами. Це вирішує проблему застою води у водогонах, а також уповільнює процеси корозії, збільшує час використання труб і зменшує вартість ремонту.
Напір у відповідному водогоні, а також діаметр труб і тиск розраховують, виходячи з найбільшого навантаження на мережу, на одиницю часу. Згідно з правилами зовнішні системи протипожежного водопостачання можуть не встановлюватися в населених пунктах, в яких проживає менше 5 тисяч осіб, та на об'єктах, що стоять окремо від населених пунктів. Такими об'єктами можуть бути наприклад житлові приватні та багатоквартирні будинки, інтернати, лікарні, готелі, та інші будівлі деяких класів функціональної пожежної небезпеки
.